# Bauer & Lanford
Bauer & Lanford är en svensk discjockey- och musikproducent-duo. 
I februari 2011 tillkännagav Tiësto sin nya skiva Club Life, Vol. 1 — Las Vegas där han bl.a. hade valt att ha med deras remix på Cazzi Opeia's låt "I Belong To You". 
De signade under slutet av 2010 ett skivkontrakt med Warner's dance-bolag "One More Tune" och de släppte sin första singel "Another Day" där i början av 2011. "Another Day" blev spelad och stöttad av flertalet av världens största djs, bl.a. Tiësto, Axwell, Erick Morillo, Jerome Isma-Ae och Judge Jules.
I juni 2012 släppte duon sin andra singel på Tiësto's skivbolag Musical Freedom 

## Diskografi

### Singlar
- 2011 "Another Day"
- 2012 "Out Of Control"(med Mikael Weermets)
- 2013 "Leave Me Behind" (Sara Josefsson vocals)

### Officiella Remixer
- 2010 Estelle - Fall In Love
- 2010 Mikael Weermets - Time
- 2010 Dany Coast - Swede Harmony
- 2011 Kim Sozzi - All Night Long
- 2012 Adrian Lux - Weekend Heroes
- 2012 Grant Smillie, Walden & Zoë Badwi - A Million Lights